# 리비아 (사트라피)
리비아(페르시아어: لیبی)는 페르시아의 다리우스 1세의 낙셰 루스탐과 크세르크세스 1세의 다이바 비문에 따르면 아케메네스 제국의 사트라피였다. 그곳은 헤로도투스에 따르면 아케메네스 제국의 제 6지역의 일부였다. 그 지역에 키레네를 포함한다. 캄비세스 2세가 이집트를 정복하였을 때 키레네 왕 아르케실라우스 3세는 페르시아 측에 가담하였다. 그가 권력을 유지하려다 살해될 때 여왕 페레티마는 페르시아인을 초대하여 키레네를 접수케하였다. 이집트 태수(사트랍) 아리안데스는 제안을 받아들이고 정복을 완료되었다. 꼭두각시왕 키레네의 바투스 4세가 세워졌다. 기원전 404년 이집트의 반란으로 키레네는 다시 독립을 얻었다. 그러나 결국 아케메네스의 지역의 지배권은 알렉산더의 정복으로 사라졌다. 

## 같이 보기
- 리비아